# Фамагуста (окръг)
Фамагуста е един от шестте окръга на Кипър. Главният град е Фамагуста, който е най-важното пристанище на Кипър. Градът е контролиран от Севернокипърската турска република. Гръцката част на окръга е с население от 37 738 жители (2001 г.).
По-голямата част от окръга е контролирана от Севернокипърската турска република, след турското нашествие от 1974 г. Оттогава, североизточната част, включително полуостров Карпасия се администрира отделно като окръг Искеле. Той е непризнат от Република Кипър и ООН.
По-голямата част от областта, включително главния град, де факто се контролира от Северен Кипър, само малка част на юг се администрира от Република Кипър. Тази южна част на окръга има 46 629 жители.Северната част на окръг Фамагуста съответства на окръг Газимагуса и Искеле.
Поради малкия си размер областната администрация действа и като представител на разселените жители на „де факто“ района.
Нос Греко се намира в югоизточната част на окръга, в южния край на залива Фамагуста. Посещаван е от много туристи, поради красотата на природата. Той е защитен като брегови природен парк. Според местна легенда, мястото е дом на чудовището от Агия Напа.
Има население от 37 738 души през 2001 г., 44 800 през 2009 г. и 46 452 през 2011 г. От тях 37 016 души. - гърци (79,7%).
В област Фамагуста, в град Лефконико, е измерена най-горещата температура в Кипър, по-точно 46,6 градуса Целзий, на 1 август 2010.

## Селища
- Ахериту
- Ахна
- Афания
- Агия Трияс
- Агиос Андроникос
- Агиос Харитон
- Агиос Евстатиос
- Агиос Георгиос
- Агиос Яковос
- Агиос Илияс
- Агиос Николаос
- Агиос Сергиос
- Агиос Симеон
- Агиос Теодорос
- Аканту
- Алода
- Ангастина
- Ардана
- Арнади
- Артеми
- Асия
- Авголида
- Авгору
- Агия Напа
- Богази
- Варосия
- Васили
- Ватилакас
- Ватили
- Вицада
- Воколида
- Гайдурас
- Галатия
- Галинопорни
- Гастрия
- Генагра
- Герани
- Гуфес
- Гипсу
- Давлос
- Дериния
- Дзяос
- Енкоми
- Ептакоми
- Калопсида
- Кнодара
- Киланемос
- Кома ту Ялу
- Коми Кебир
- Кондеа
- Корнокипос
- Коровия
- Куклия
- Кридия
- Лапатос
- Левконико
- Леонарисо
- Лимния
- Лиопетри
- Ливадия
- Лиси
- Литрангоми
- Макрасика
- Мандрес
- Марата
- Маратовунос
- Меланагра
- Мелунда
- Милия
- Монарга
- Мусулита
- Нета
- Овгорос
- Паралимни
- Патрики
- Перистерона
- Периволия
- Платани
- Платанисос
- Псилатос
- Пирга
- Ризокарпасо
- Сандаларис
- Синда
- Сотира
- Спатарико
- Стронгилос
- Стили
- Синкраси
- Таврос
- Трикомо
- Трипимени
- Фамагуста
- Фламуди
- Френарос
- Ялуса